# Ecclesiastical Commissioners Act 1847
Der Ecclesiastical Commissioners Act 1847 (10 &amp; 11 Vict. c. 108), manchmal auch als Bishopric of Manchester Act 1847 (Bistum-Manchester-Gesetz), ist ein Act des Parliament of the United Kingdom, dessen Hauptzweck es war Ecclesiastical Commissioners (Kirchliche Kommissare) zu berufen, die einen Plan für die Gründung der Diözese Manchester ausarbeiten sollten. Der Plan der Ecclesiastical Commissioners, der die genauen Regelungen für die diözesanen Veränderungen enthielt, wurde Königin Victoria am 10. August 1847 in Osborne House auf der Isle of Wight vorgelegt, wo er im Plenum angenommen wurde.
Während es sich bei dem Gesetz in erster Linie um ein Verfahrensinstrument handelte, das den rechtlichen Rahmen für eine relativ geringfügige Umstrukturierung innerhalb der Church of England schaffen sollte, und normalerweise seine Bedeutung verloren hätte, sobald dem Plan zur Schaffung der Diözesen zugestimmt worden wäre, enthielt es Bestimmungen, die die Zahl der Lords Spiritual im House of Lords auf 26 festlegten, unabhängig von der Zahl der Bistümer in England, und schuf den Mechanismus zur Bestimmung der Mitgliedschaft in den Lords Spiritual.
Der Gesetzentwurf war damals Gegenstand einer Debatte im House of Lords. Es wurde darüber diskutiert, ob die Beschränkung der Anzahl geistlicher Lords, die durch diesen Gesetzentwurf eingeführt werden sollte, nicht nur einen Verstoß gegen die Vorrechte der Krone darstellt, sondern auch einen gefährlichen Eingriff in die Rechte und Privilegien aller Mitglieder ihres Hauses, weltlicher und geistlicher Lords. Das Regierungsgesetz kontrollierte die Mitgliedschaft im House of Lords und beschränke so das königliche Vorrecht ein, indem die Möglichkeit der Berufung eines Bischofs in das House of Lords zu erlassen, eingeschränkt wurde.
Endgültig aufgehoben wurde das Gesetz durch den Statute Law Repeals Act 1973.

## Präambel
Die Präambel „Church of Wales and“ wurde durch Abschnitt 1 und den Anhang des Statute Law Revision Act 1891 aufgehoben. Die Wörter „for England“ wurde durch Abschnitt 1 und Anhang 1 des Statute Law Revision Act 1894 aufgehoben.

## Abschnitt 1
Dieser Abschnitt, bis „erlassen, dass“ und von „und wann immer“ bis zum Ende des Abschnitts, wurde durch Abschnitt 1 und den Anhang des Statute Law Revision Act 1891 aufgehoben.

## Abschnitt 2
Dieser Abschnitt, bis „erlassen, dass“ und von „und wann immer“ bis zum Ende des Abschnitts, wurde durch Abschnitt 1 und den Anhang des Statute Law Revision Act 1891 aufgehoben.

## Abschnitt 3
Dieser Abschnitt wurde durch Abschnitt 1 und den Anhang des Statute Law Revision Act 1875 aufgehoben.